# إريك بوير
إريك بوير (بالفرنسية: Éric Boyer)‏ مواليد 2 ديسمبر 1963 في فرنسا، هو دراج فرنسي سابق في صنف سباق الدراجات على الطريق.

## سجل النتائج

### سباقات أو مراحل فاز بها
- طواف سويسرا
- طواف إيطاليا

## وصلات خارجية
- الموقع الرسمي

## روابط خارجية
- إريك بوير على موقع أرشيف الدراجات (الإنجليزية)
- إريك بوير على موقع إحصائيات الدراجات الإحترافية (الإنجليزية)
- إريك بوير على موقع CycleBase (الإنجليزية)